# The Powerpuff Girls Movie
The Powerpuff Girls Movie ist ein US-amerikanischer Animationsfilm der Cartoon Network Studios und Warner Bros. Pictures, basierend auf der Cartoonserie Powerpuff Girls. Der Film ist ein Prequel zu der Serie. In dem Film wird erzählt wie die Mädchen zu Superhelden und wie Mojo Jojo zu ihrem Erzfeind wurde.

## Handlung
Townsville ist eine Stadt, in der Kriminelle mit allem durchkommen, was immer sie auch wollen. Die Bürger können nichts dagegen tun. Doch der Wissenschaftler Professor Utonium hat eine Idee, die Stadt zu einem besseren Ort zu machen. Eines Nachts versucht er die „perfekten kleinen Mädchen“ zu erschaffen, mit einer Mischung aus Zucker, Pfeffer und anderen Zutaten.
Während der Arbeit an ihnen, verschüttet sein Haustier, der Schimpanse Jojo, eine seltsame Substanz, die Chemikalie X genannt wird, in die Mischung und auf sich. Der Professor beendet die Erschaffung der drei Mädchen, die er Blossom, Bubbles und Buttercup nennt.
Als Ergebnis der unfreiwilligen Zugabe der Chemikalie X zu der Mischung, haben die drei Mädchen Superkräfte. Obwohl sie unterschiedliche Wege gehen, sind die Mädchen und der Professor wie eine Familie. Als die Mädchen erstmals in der Schule sind, geraten die Dinge außer Kontrolle. Die Mädchen merken, dass, als sie Fangen spielen, ihr Spiel gewalttätig wird. Ein großer Teil der Stadt wird dabei schwer beschädigt. In dieser Nacht rät der Professor den Mädchen, ihre Kräfte vor der Öffentlichkeit zu verbergen, er erklärt ihnen, dass die Menschen nur schwer verstehen, das sie etwas besonderes sind.
Am nächsten Tag wird der Professor wegen der Erschaffung der Mädchen verhaftet. Die Mädchen selber werden wegen der schweren Schäden, die sie in der Stadt verursacht haben, von den Bewohnern wie Ausgestoßene behandelt. An diesen Abend versuchen die Mädchen zu Fuß nach Hause zu kommen, verlaufen sich aber in einer Gasse. Dort stoßen sie auf Jojo, dessen Gehirn durch die Chemikalie X mutiert ist und der jetzt als ein Obdachloser auf der Straße lebt. Sie alle erzählen einander wie sie für ihre Kräfte gehasst werden. Dann sagt Jojo ihnen, dass sie durch die Zusammenarbeit als Team Townsville zu einem besseren Ort zu machen könnten. In Wahrheit plant er mit der Hilfe mutierter Affen die Herrschaft in der Stadt zu übernehmen.
Er überzeugt die drei Mädchen ein Labor auf einem Vulkan  für ihn zu bauen. Jojo nimmt sie angeblich als Belohnung mit in den Zoo. Aber zugleich setzt er dort seinen bösen Plan in die Tat um. Im Zoo versieht er die Affen mit Transpondern, um sie in sein Labor transportieren zu können. In der Nacht holt Jojo sie in das Labor und lässt die Primaten mutieren.
In der gleichen Nacht wird der Professor aus der Haft entlassen. Am folgenden Tag wollen die Mädchen den Professor die Stadt zeigen, von der Jojo versprochen hat sie zu einem besseren Ort zu machen. Allerdings verursachen die von Jojo geschaffenen mutierten Primaten nichts weiter als Chaos in der Stadt. Jojo benennt sich jetzt in Mojo Jojo um. Da Jojo erklärt, die drei Mädchen hätten ihm bei seinem Plan geholfen, wenden sich alle, einschließlich des Professors von den Mädchen ab. Aus Angst flüchten die Mädchen in den Weltraum. Als Mojo Jojo seinen Plan bekannt gibt, sich zum König zu erheben stößt er auf Schwierigkeiten, da auch die von ihm erschaffenen mutierten Primaten diesen Plan verfolgen.
Im Weltraum hören die Mädchen wie Mojo Jojo und seine mutierten Primaten die Bewohner der Stadt tyrannisieren. Sie kehren deshalb zur Erde zurück. Sie erkennen, dass sie ihre Kräfte nutzen können, um das Böse zu bekämpfen und beginnen den Kampf gegen Mojo Jojo und seine Armee von Primaten. Sie greifen Mojo Jojo an, der den Professor gefangen hat. Doch plötzlich spritzt sich Mojo Jojo eine große Menge der Chemikalie X und wächst zu einem riesigen Monster. Es beginnt ein Kampf zwischen den Mädchen und Mojo Jojo. Schließlich werfen die Mädchen Mojo Jojo von einem Wolkenkratzer, nachdem sie sein Angebot abgelehnt haben mit ihm zusammen über Townsville zu herrschen. Mojo landet direkt auf einem Gegenmittel zu der Chemikalie X, das der Professor hergestellt hat und schrumpft wieder auf seine normale Größe zurück.
Die Mädchen beschließen nun ebenfalls das Gegenmittel zu nehmen, damit sie ihre Superkräfte verlieren und als normale Mädchen akzeptiert werden. Aber die Bürger von Townsville halten sie auf, entschuldigen sich bei den Mädchen und loben sie dafür, dass sie die Stadt gerettet haben. Da die Mädchen ihre Kräfte genutzt haben, um die Stadt vor den Bösen zu schützen, bittet der Bürgermeister sie die neuen Verteidiger der Stadt zu werden. Damit werden die Mädchen zu den Powerpuff Girls.

## Synchronisation
| Rolle             | Originalsprecher | Deutsche Synchronisation |
| ----------------- | ---------------- | ------------------------ |
| Blossom           | Cathy Cavadini   | Ghadah Al-Akel           |
| Bubbles           | Tara Strong      | Cathlen Gawlich          |
| Buttercup         | Elizabeth Daily  | Ilona Brokowski          |
| Professor Utonium | Tom Kane         | Norbert Langer           |
| Mojo Jojo         | Roger L. Jackson | Michael Pan              |
| Erzähler          | Tom Kenny        | Detlef Bierstedt         |
| Der Bürgermeister | Tom Kenny        | Friedrich Georg Beckhaus |
| Miss Bellum       | Jennifer Martin  | Arianne Borbach          |

## Rezeption

### Finanzieller Erfolg
The Powerpuff Girls Movie konnte in der ersten Woche nach Kinostart 3,5 Millionen US-Dollar einspielen. Insgesamt konnten bei geschätzten Produktionskosten von 11 Millionen Dollar rund 16 Millionen Dollar in Nordamerika eingespielt werden.

### Kritiken
The Powerpuff Girls Movie wurde mit überwiegend positiven Kritiken bedacht. Auf Rotten Tomatoes, hat der Film eine Bewertung von 63 %. Es heißt dort, dass der Film wie eine längere Episode der Serie wirke, jedoch Spaß mache.  Auf Metacritic erhielt der Film einen Metascore von 65 von 100.
Allerdings wurde die Darstellung von Gewalt in dem Film kontrovers diskutiert. Ebert & Roeper gaben dem Film in der Serie At the Movies zwei Daumen nach unten, da der Film zu gewalttätig sei.

„Der auf Reizüberflutung angelegte Film lässt inhaltliche Aspekte wenig gelten und produziert knallbunte, ultra-schnelle Bilder, die sich zu einem nervtötenden Spektakel verdichten und sich jeder Art von Besinnung verweigern.“

„Rasanter Spaß mit poppig bunten Bildern.“